# Moutoa
Moutoa est une communauté rurale du  district d’Horowhenua dans la région de Manawatū-Whanganui, située dans l’île du Nord de la Nouvelle-Zélande.

## Situation
Elle est localisée sur le trajet de la rivière Manawatu, près de la ville de
Foxton et le long de la  route nationale 1 à l’est et la ville de Shannon et la route State Highway 57 (en) à l’ouest .

## Toponymie
Le nom en langue Māori est guerrier  (toa)  île (mou).

## Installations
Le marae local nommé : «Whakawehi Marae» et la maison de rencontre nommée «Poutu» sont les lieux de rassemblement pour les Ngāti Raukawa (en) du hapū des Ngāti Whakatere (en) ,
.